# Izvoru (okręg Prahova)
Izvoru – wieś w Rumunii, w okręgu Prahova, w gminie Provița de Sus. W 2011 roku liczyła 239 mieszkańców.